# Crepis biennis
Crepis biennis es una especie de planta herbácea perteneciente a la familia de las asteráceas. Es originaria de Europa y Norteamérica,

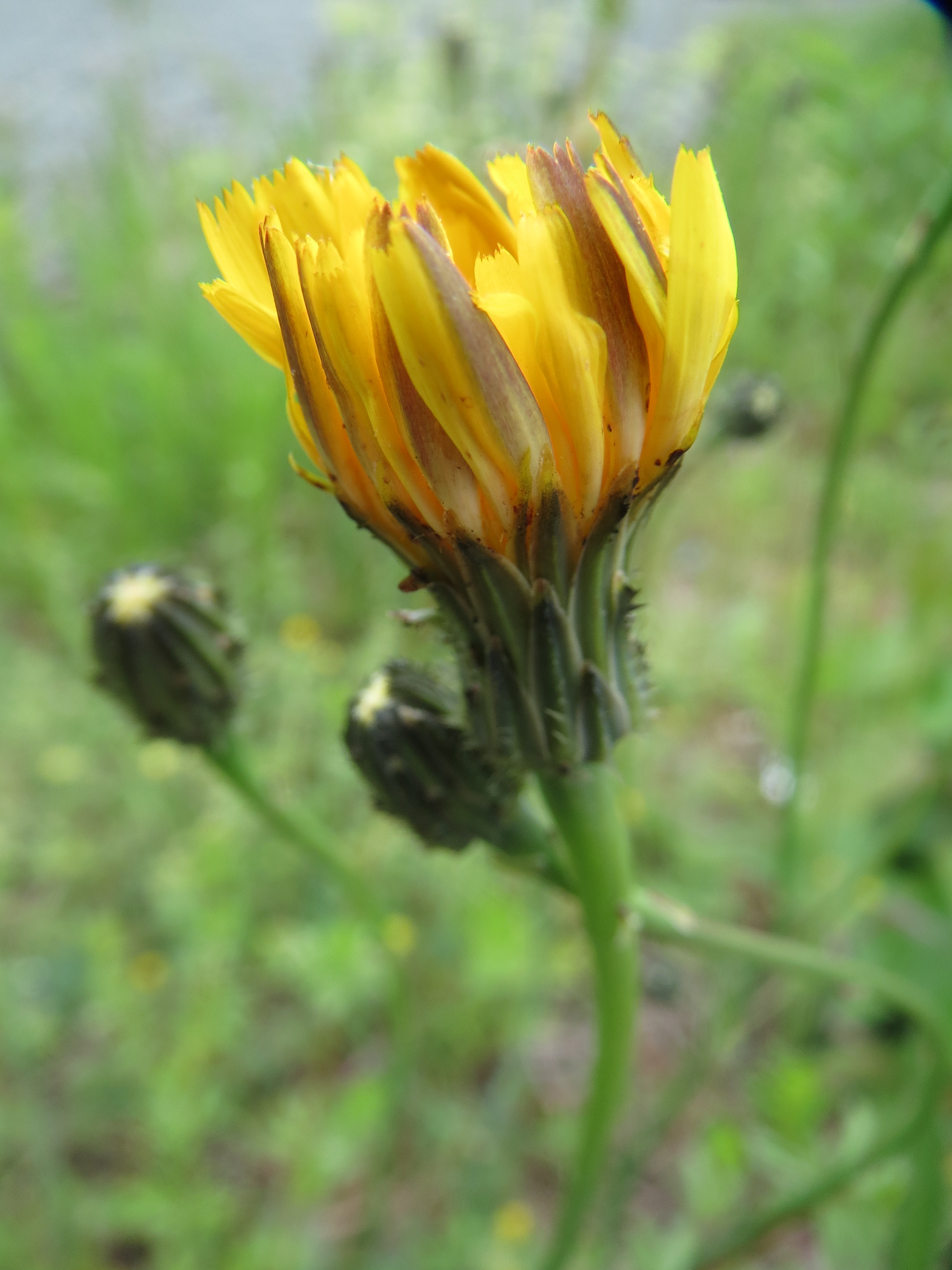
Flor

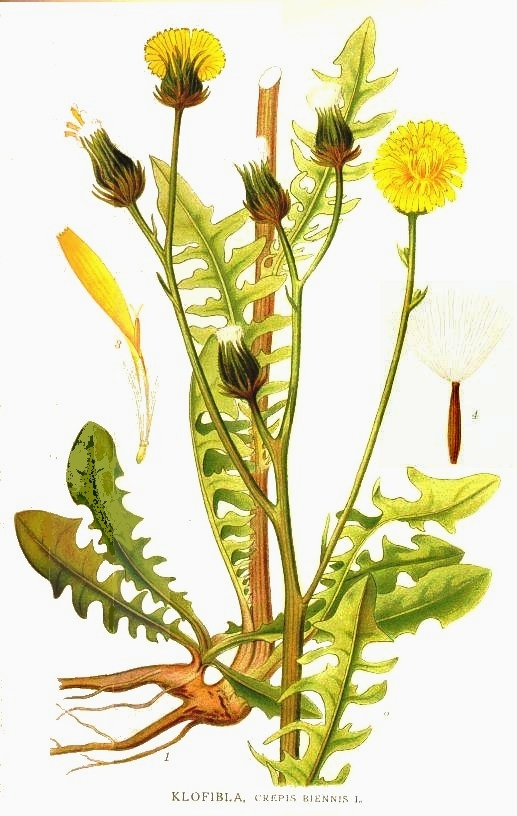
Ilustración

## Descripción
Es una planta herbácea con una roseta de hojas que alcanza los 20 a 120 cm de altura, con raíz pivotante. Los tallos florales son erectos, surcados a estriados, de color verde pálido y, a veces teñidos de rojo por debajo, glabrescentes o hispidos, robustos a delgados. Las hojas de la roseta  estrechamente obovadas, dentadas o enteras, con pecíolo,  lóbulo terminal ovado; lóbulos laterales estrechamente ovados. Las hojas caulinares estrechamente ovadas a lineares, enteras a pinnatífidas, agudas a acuminadas, pilosas, apicalmente reducidas a escamas. La inflorescencia en forma de corimbo con 12-14 capítulos. Involucro en la floración cilíndrico o acampanado,  brácteas involucrales casi negras o verdes, tomentosas; brácteas involucrales externas lineal ovadas, agudas, tomentosas o glabras; brácteas involucrales internas lineales ovadas ,agudas, el margen verde, finamente ciliadas en el ápice, el margen escarioso. Receptáculo plano, sin semilla y poco ciliado alrededor de los pozos, sin escalas. Corola liguladas, de color amarillo. Estilo de color amarillo o verdoso. El fruto en forma de aquenio fusiforme, amarillento o marrón rojizo, con (10) -13-18 - (20) costillas. Vilano blanco, persistente y flexible. 

## Taxonomía
Crepis biennis fue descrita por  Carlos Linneo y publicado en Species Plantarum 2: 807. 1753.
Etimología
Crepis: nombre genérico que deriva de las palabras griegas: 
krepis, que significa " zapatilla "o" sandalia ", posiblemente en referencia a la forma de la fruta.
biennis: epíteto latíno que significa "bienal".
Sinonimia
- Hedypnois biennis (L.) Huds., Fl. Angl.: 342. 1762
- Hieracium bienne (L.) Hornem., Hort. Bot. Hafn.: 763. 1815
- Limnoseris biennis (L.) Peterm., Fl. Lips. Excurs.: 589. 1838
- Hieracioides biennis (L.) Rupr., Fl. Ingr.: 627. 1860
- Brachyderea biennis (L.) F.W.Schultz in Jahresber. Pollichia 20-21: 173. 1863
- Berinia biennis (L.) Sch.Bip. in Jahresber. Pollichia 22-24: 319. 1866
- Crepis lodomeriensis Besser, Prim. Fl. Galic. Austriac. 2: 159. 1809
- Crepis tectorum var. elata Ledeb., Fl. Ross. 2: 823. 1846
- Crepis gmelinii Schult., Öster. Fl., ed. 2: 419. 1814Protologue
- Barkhausia pinguis Rchb., Fl. Germ. Excurs. 1: 257. 1831-1832
- Crepis scepusiensis Kit. in Kanitz, Addit. Fl. Hung.: 413. 1864
- Crepis transsilvanica Schur, Enum. Pl. Transsilv.: 375. 1866
- Crepis tristis Klokov in Visjulina, Fl. URSR 12: 568. 1965
- Crepis calcarea Wender.
- Crepis muricata Gilib., Fl. Lit. Inch. 1: 231. 1782, nom. inval.
- Crepis maritima Boucher, Extr. Fl. Abbeville, ed. 3: 59. 1834, nom. nud.
- Crepis scanensis L., nom. nud.[5]